# Хофф, Карен
Карен Хофф (дат. Karen Hoff; 29 мая 1921, Раннерс — 29 февраля 2000) — датская гребчиха-байдарочница, выступала за сборную Дании в конце 1940-х — начале 1950-х годов. Чемпионка летних Олимпийских игр в Лондоне, чемпионка мира, победительница многих регат национального и международного значения.

## Биография
Карен Хофф родилась 29 мая 1921 года в городе Раннерс региона Центральная Ютландия. Активно заниматься греблей начала в возрасте тринадцати лет ещё во время Второй мировой войны, проходила подготовку в местном клубе гребли на байдарках и каноэ «Гюденаа».
Первого серьёзного успеха на взрослом международном уровне добилась в сезоне 1948 года, когда попала в основной состав датской национальной сборной и выступила на чемпионате мира в Лондоне, где одержала победу в зачёте двухместных байдарок на дистанции 500 метров вместе с напарницей Бодиль Свендсен.
Благодаря череде удачных выступлений удостоилась права защищать честь страны на летних Олимпийских играх в Лондоне — стартовала среди байдарок-одиночек на пятистах метрах, квалифицировалась на предварительном этапе с первого места и в решающем финальном заезде тоже была лучшей, завоевав тем самым золотую олимпийскую медаль.
Став олимпийской чемпионкой, Хофф ещё в течение некоторого времени оставалась в основном составе гребной команды Дании и продолжала принимать участие в крупнейших международных регатах. Так, в 1950 году она побывала на домашнем мировом первенстве в Копенгагене, откуда привезла награду серебряного достоинства, выигранную в полукилометровой одиночной гонке — лучше неё финишировала только представительница 
Финляндии Сильви Саймо, следующая олимпийская чемпионка в женской дисциплине байдарок-одиночек. Последний раз показала сколько-нибудь значимый результат в сезоне 1952 года, когда в седьмой раз получила титул чемпионки Дании.
Впоследствии Карен Хофф работала управляющей в магазине и до поздней старости не прекращала заниматься греблей — регулярно выступала на различных любительских и ветеранских соревнованиях.
Умерла 29 февраля 2000 года в возрасте 78 лет.